# جائز (هندسة)

جائز معلوم سكونه، ينحني تحت ثقل موزع

الكَمَرَة أو الجسر أو الجائز أو العارضة واذا كان جزءًا من السقف فقد يكون جسر ساقط أو جسر مقلوب، وإن كان حر من جهة فيصبح كابولًا. هو عنصر هيكلي له بُعد سائد (الطول)، يستخدم لنقل الثقل إلى محوره الهندسي الطولي، بهدف الحفاظ على التوازن الخارجي. النظام المؤلف من الجائز ومن العمود (الذي يسمى «إطار»), هو واحد من أهم الرسوم البيانية المستخدمة في البناء الهيكلي.
العتبة هي عنصر جامد المتكئ على اساسين بصورة افقية ويقاوم القوى العامودية الفاعلة عليه. هذه القوى تنبع من حمل المبنى وثقل العتبة بالإضافة لضغوط أخرى تؤدي لجهود قص وانحناء.
يُعد الجائز عنصرًا إنشائيًا يقاوم الأحمال المُطبقَة جانبيًا على محوره. يُمثل الانحناء  نمط الانحراف الرئيس في الجائز. ينتج عن الأحمال المُطبقة على الجائز قوى رد فعل عند ركائزه. ينتج عن التأثير الإجمالي لجميع القوى المؤثرة على الجائز قوى قص وعزوم انحناء تحدث ضمن الجائز، والتي بدورها تحفز الاجهادات الداخلية والانفعالات والانحرافات فيه. تتميز الجوائز بطريقة ارتكازها ومنظرها (شكل المقطع العرضي) وحالات اتزانها وطولها والمواد المكونة لها.
تُعتبر الجوائز وصفًا تقليديًا للعناصر الإنشائية للبناء أو الهندسة المدنية، إلا أنه يمكن تحليل أي عناصر إنشائية أخرى تحتوي على جوائز مُصممة لحمل الأحمال الجانبية بطريقة مماثلة، مثل الهياكل الاطارية للمركبات والسيارات، والعناصر المكونة للطائرات، وهياكل الآلات، والأنظمة الميكانيكية أو الإنشائية الأخرى.

## التأثيل
كلمة كَمَرة ذات أصل تركي من kemere.

## لمحة عامة

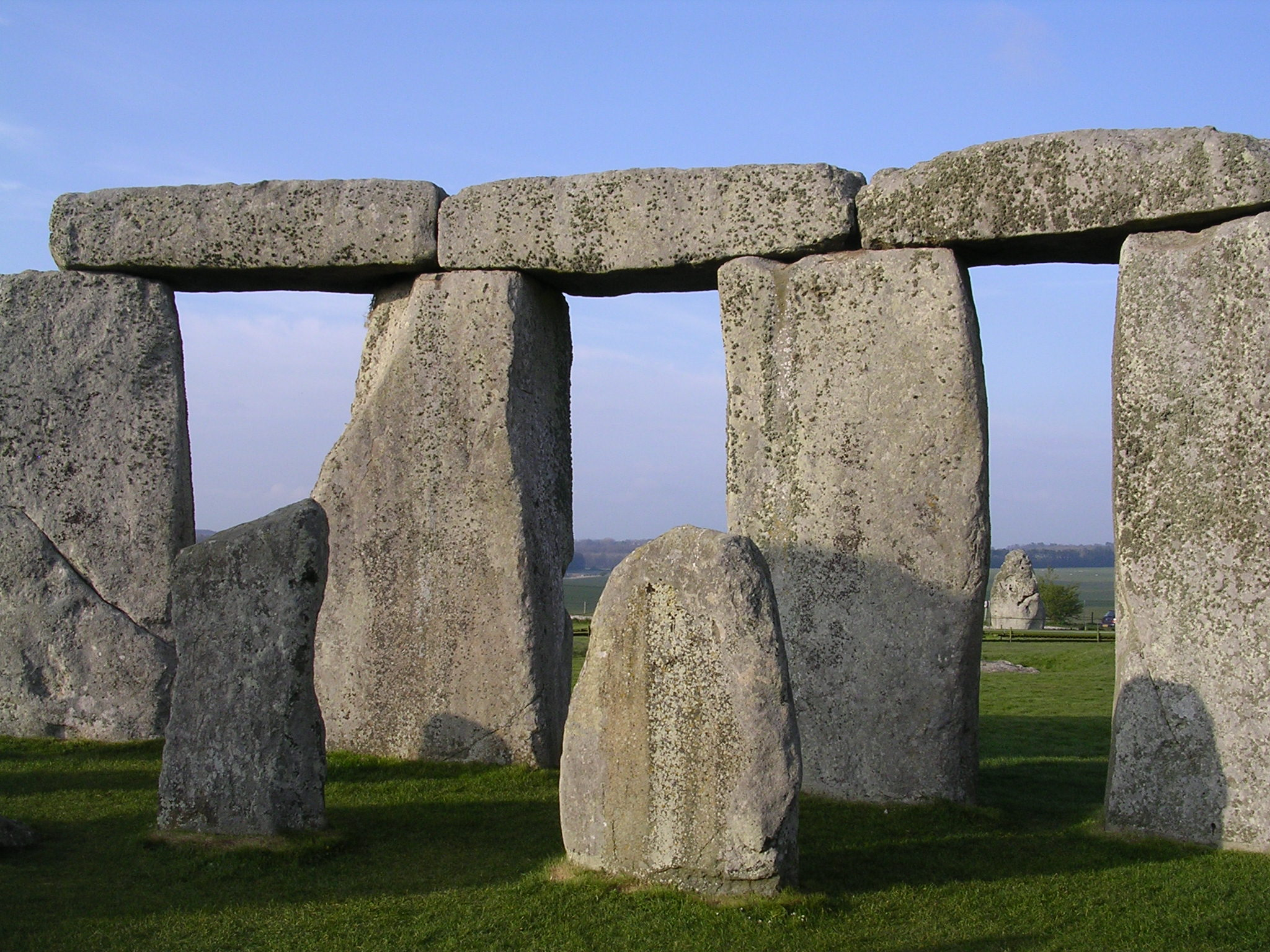
جائز قديم من الحجر، وهي قطعة اثرية تدعى ستونهنج

تاريخيًا، كانت الجوائز أخشابًا مربعة الشكل ولكنها صُنعت أيضًا من المعادن أو الحجارة أو خليط من الخشب والمعدن كما في الجائز المُركّب. تحمل الجوائز في المقام الأول قوى الجاذبية الرأسية. تُستخدم أيضًا لحمل الأحمال الأفقية (على سبيل المثال، الأحمال الناتجة عن الزلازل أو الرياح أو قوى الشد لمقاومة زخم الجائز المائل كما في الجائز الشداد أو (عادة) قوى الضغط كما في الجائز الأفقي المُستخدم لشد الجملون). تُنقل الأحمال التي يحملها الجائز إلى الأعمدة أو الجدران أو العوارض، والتي تنقل بعد ذلك القوة إلى عناصر الضغط الإنشائية المجاورة ثم إلى الأرض في نهاية المطاف. قد تستند الروافد (الجوائز الثانوية) على الجوائز في أعمال بناء الهياكل الإطارية الخفيفة.

## تصنيف الجوائز اعتمادًا على الركائز
في الهندسة، للجوائز عدة أنواع:
1. الجائز بسيط الارتكاز–هو جائز مرتكز عند الأطراف والتي تكون حرة في الدوران ولا تقاوم العزم.
2. الجائز الثابت–  هو جائز مرتكز على كلا طرفيه ومُقيَّد الدوران.
3. الجائز الناتئ–  هو جائز بسيط يمتد متجاوزًا ركائزه من طرف واحد.
4. الجائز الناتئ المزدوج–  هو جائز بسيط يمتد طرفاه متجاوزان ركائز الجائز على كلا الطرفين.
5. الجائز المستمر: هو جائز يمتد فوق أكثر من ركيزتين.
6. الكابول–  هو جائز ساقط ومُثبت من طرف واحد فقط.
7. الجائز المسنمن:  هو جائز مقوّى بإضافة كابل أو قضيب لتشكيل الجملون.[7]

## عزم القصور الذاتي الثاني
في معادلة الجائز (نظرية الجائز لأويلر-بيرنولي)، يُستخدم الرمز آي للدلالة على عزم القصور الذاتي الثاني. يُعرف عادة بعزم القصور الذاتي، وهو مجموع نواتج ضرب مقدار كل مساحة نقطية من المادة في مربع بعدها عن محور التعادل. لذلك، فهو لا يشمل فقط مقدار المساحة التي يحتوي عليها مقطع الجائز بشكل عام، بل مقدار المسافة التي تبعُد فيها كل وحدة من المساحة عن محور التعادل، مربعة. بالنسبة إلى مادة معينة، كلما كان عزم القصور الذاتي أكبر، زادت جساءة الجائز في الانحناء.